# Ингрэм, Коллингвуд
Коллингвуд Ингрэм (англ. Collingwood Ingram, 28 октября 1880 — 19 мая 1981) — британский ботаник, дендролог, коллекционер растений, садовод и орнитолог. 

## Биография
Коллингвуд Ингрэм родился в Лондоне 28 октября 1880 года. 
Ингрэм был внуком Герберта Ингрэма, основателя английского журнала The Illustrated London News, и сыном сэра Уильяма Ингрэма. Во время Второй мировой войны он служил в Королевском лётном корпусе.  
Наряду с его деятельностью коллекционера растений в Южно-Африканской Республике и Азии Ингрэм был известен как садовод, занимающийся японскими декоративными вишнями, что принесло ему прозвище Cherry. 
Ингрэм был членом Королевского садоводческого общества, Лондонского Линнеевского общества и Британского союза орнитологов.
Коллингвуд Ингрэм умер в графстве Кент 19 мая 1981 года.   

## Научная деятельность
Коллингвуд Ингрэм специализировался на семенных растениях.

## Избранные научные работы
- The Birds of Yunnan In: Novitates Zoologicae Volume 19, 1912.
- The Birds of the Riviera ...: An Account of the Avifauna of the Côte D'Azur from the Esterel Mountains to the Italian Frontier, Witherby, 1926.
- Isles of the Seven Seas. Hutchinson & Co., Ltd., 1936.
- Ornamental Cherries. Country Life Limited, 1948.
- In Search of Birds. F. & G. Witherby, 1966.
- A Garden of Memories. Witherby, 1970. ISBN 978-0-85493-076-0.
- The Migration of the Swallow: Symbol of Summer, Talisman of Good Fortune. Witherby, 1974.